# Gedrongen schoffelmos
Gedrongen schoffelmos (Scapania compacta) is een levermossoort behorend tot de familie Scapaniaceae.

## Determinatie
Gedrongen schoffelmos vormt bruine tot goudkleurige, kleine matten of zoden. De vrijwel even grote boven- en onderlob onderscheidt S. compacta van de andere inlandse soorten van het geslacht schoffelmos.

## Ecologie
Gedrongen schoffelmos groeit op net vastgelegde stuifzanden alsmede op noordhellingen en steilkanten langs paadjes in stuifzanden en in heide. Het zand dient bij voorkeur wat lemig te zijn. 

## Verspreiding
In Nederland is gedrongen schoffelmos zeer zeldzaam. Het staat op de rode lijst in de categorie 'Ernstig bedreigd'. Behalve in Drenthe en naburig Friesland lijkt deze mediterraan-atlantische soort vrijwel verdwenen te zijn. Van de enkele vondsten in Midden- en Zuid-Nederland van na 1980 is alleen de vondst in de Loonse en Drunense Duinen in Brabant van recentere datum (2004). Ook in Drenthe wordt de soort snel zeldzamer. De sterke achteruitgang hangt mogelijk vooral samen met stikstofdepositie en daarmee met vergrassing van de heide. Dit zou ook kunnen verklaren, waarom de soort in het zuiden en midden van het land sterker achteruitgaat dan in het noorden. De achteruitgang van deze soort komt sterk overeen met die van bijv. de Barbilophozia-soorten. Opvallend is dat dit juist, in tegenstelling tot de vooral submediterraan-subatlantische Scapania compacta, veelal boreaal-montane soorten zijn.